# Liste der Innbrücken in Innsbruck

Stadtwappen

Die Liste der Innbrücken in Innsbruck enthält die 15 Brücken über den Inn im Stadtgebiet von Innsbruck.
Die älteste Brücke, die der Stadt ihren Namen gab und auch im Stadtwappen dargestellt ist, wurde um 1170 errichtet. Bis zum Bau der Mühlauer Brücke 1581 blieb sie die einzige feste Innquerung im Raum Innsbruck. Weitere Brücken folgten erst mit dem Eisenbahnbau und dem Wachsen der Stadt ab der zweiten Hälfte des 19. Jahrhunderts.
Die sortierbare Liste enthält den Namen, den Brückentyp, das Jahr der Fertigstellung der ersten Brücke an der jeweiligen Stelle sowie das Jahr der Fertigstellung der aktuellen Brücke. Die Brücken sind flussabwärts, von West nach Ost, geordnet.
| Bild | Name                      | Typ                 | Nutzer                                                          | Länge [m] | erste Brücke | heutige Brücke | Lage | Anmerkung                                                                             |
| ---- | ------------------------- | ------------------- | --------------------------------------------------------------- | --------- | ------------ | -------------- | ---- | ------------------------------------------------------------------------------------- |
|      | Kranebitter Innbrücke     | Balkenbrücke        | Straße (B171b)                                                  | 141       | 1907         | um 1975        | ⊙    | verbindet Kranebitten mit der Gemeinde Völs                                           |
|      | Sieglangersteg            | Schrägseilbrücke    | Fußgänger, Radfahrer                                            | 147       | 1977         | 1977           | ⊙    | überspannt den Inn und die Inntalautobahn                                             |
|      | Karwendelbrücke           | Eisenfachwerkbrücke | obere Ebene: Mittenwaldbahn; untere Ebene: Fußgänger            | 100       | 1911         | 1911           | ⊙    | unter Denkmalschutz                                                                   |
|      | Freiburger Brücke         | Balkenbrücke        | Straße (B174)                                                   | 98        | 1981         | 1981           | ⊙    | benannt nach der Partnerstadt Freiburg im Breisgau                                    |
|      | Universitätsbrücke        | Bogenbrücke         | Straße (B171)                                                   | 97        | 1932         | 1932           | ⊙    | entworfen von Franz Baumann; unter Denkmalschutz                                      |
|      | Innbrücke                 | Balkenbrücke        | Straße                                                          | 81        | um 1170      | 1983           | ⊙    | älteste und namengebende Innbrücke                                                    |
|      | Emile-Béthouart-Steg      | Eisenfachwerkbrücke | Fußgänger, Radfahrer                                            | 71        | 1871         | 1875           | ⊙    | unter Denkmalschutz                                                                   |
|      | Neue Hungerburgbahnbrücke | Schrägseilbrücke    | neue Hungerburgbahn                                             | 242       | 2007         | 2007           | ⊙    | überquert den Inn in einem weiten S-Bogen; entworfen von Zaha Hadid                   |
|      | Hans-Psenner-Steg         | gedeckte Holzbrücke | Fußgänger                                                       |           | 1944         | 1979           | ⊙    | im 2. Weltkrieg errichtet als Notsteg zur Anbindung der Luftschutzstollen am Nordufer |
|      | Alte Hungerburgbahnbrücke | Eisenfachwerkbrücke | ehemalige Hungerburgbahn                                        | 156       | 1906         | 1906           | ⊙    | überspannt ansteigend den Inn und den Hohen Weg; unter Denkmalschutz                  |
|      | Mühlauer Brücke           | Balkenbrücke        | Straße (B171)                                                   | 107       | 1581         | 1939           | ⊙    | 1843–1938 Kettenbrücke                                                                |
|      | Mühlauer Eisenbahnbrücke  | Bogenbrücke         | Unterinntalbahn                                                 | 102       | 1857         | 1857           | ⊙    | unter Denkmalschutz                                                                   |
|      | Grenobler Brücke          | Balkenbrücke        | Straße                                                          | 98        | 1940         | 1975           | ⊙    | benannt nach der Partnerstadt Grenoble                                                |
|      | Straßenbahnbrücke         | Fachwerkbrücke      | obere Ebene: Straßenbahn; untere Ebene: Radfahrer und Fußgänger |           | 2017         | 2017           | ⊙    | parallel zur Grenobler Brücke                                                         |
|      | New-Orleans-Brücke        | Balkenbrücke        | Fußgänger, Radfahrer, ÖPNV                                      | 96        | 1983         | 2001           | ⊙    | benannt nach der Partnerstadt New Orleans                                             |